# Hiiraan

Hiiraan i Somalia.

Hiiraan (somaliska: Hiiraan) är en region (gobolka) i centrala Somalia. Dess huvudstad är Beledweyne. Den gränsar till Etiopien och de somaliska regionerna Galguduud, Shabeellaha Dhexe, Shabeellaha Hoose, Bay och Bakool.